# Fagner - Lua do Leblon
Lua do Leblon é um álbum de estúdio gravado pelo cantor, compositor e instrumentista cearense Raimundo Fagner.
Primeiro álbum do cantor lançado pela gravadora RCA em 1986, recebeu dois discos de Platina por vendas superiores a 300.000 cópias.

## Faixas
1. "Dona da Minha Cabeça"
2. "Lua do Leblon"
3. "Os Amantes" (Fagner em poema de Affonso Romano de Sant'Anna)
4. "Promessa"
5. "Como é Grande o Meu Amor Por Você"
6. "Rainha da Vida" (Fagner em poema de Ferreira Gullar)
7. "Sabiá"
8. "Telefone"
9. "Forró do Gonzagão"
10. "Cantigas"